# Wilhelm Filchner
Wilhelm Filchner (13 septembre 1877 - 7 mai 1957) était un explorateur polaire allemand.

## Biographie
Dès ses 21 ans, il a participé à sa première expédition en Russie. Deux ans après, il a voyagé seul et à cheval dans les montagnes de Pamir, et entre 1903 et 1905 il mena une expédition au Tibet.
Après son retour du Tibet, il a été chargé d'organiser une expédition allemande pour cartographier l'Antarctique. Après une expédition de formation au Svalbard, il partit avec une équipe sur le bateau Deutschland le 4 mai 1911. L'expédition est entrée dans la mer de Weddell et a découvert la côte de Luitpold ainsi que la barrière de Filchner-Ronne, que Filchner avait à l'origine baptisée en l'honneur de l'empereur Guillaume II d'Allemagne. C'était la première expédition à entrer plus loin dans la mer de Weddell que James Weddell lui-même près de 80 ans plus tôt.
Filchner ne reviendra jamais en Antarctique, mais fit beaucoup de voyages au Népal et au Tibet.
Adolf Hitler lui a attribué la récompense Deutscher Nationalpreis für Kunst und Wissenschaft en reconnaissance de ses accomplissements dans l'exploration.
Filchner est mort à l'âge de 79 ans à Zurich.